# Chris Kunitz
Christopher „Chris“ Kunitz (* 26. September 1979 in Regina, Saskatchewan) ist ein ehemaliger kanadischer Eishockeyspieler, der im Verlauf seiner aktiven Karriere zwischen 1999 und 2019 unter anderem 1200 Spiele für die Mighty Ducks of Anaheim bzw. Anaheim Ducks, Atlanta Thrashers, Pittsburgh Penguins, Tampa Bay Lightning und Chicago Blackhawks in der National Hockey League auf der Position des linken Flügelstürmers bestritten hat. Kunitz gewann insgesamt viermal den Stanley Cup, davon einmal mit den Anaheim Ducks und dreimal mit den Pittsburgh Penguins, bei denen er den Großteil seiner Laufbahn verbrachte. Auf internationaler Ebene gewann der Stürmer mit der kanadischen Nationalmannschaft bei den Olympischen Winterspielen 2014 die Goldmedaille.

## Karriere

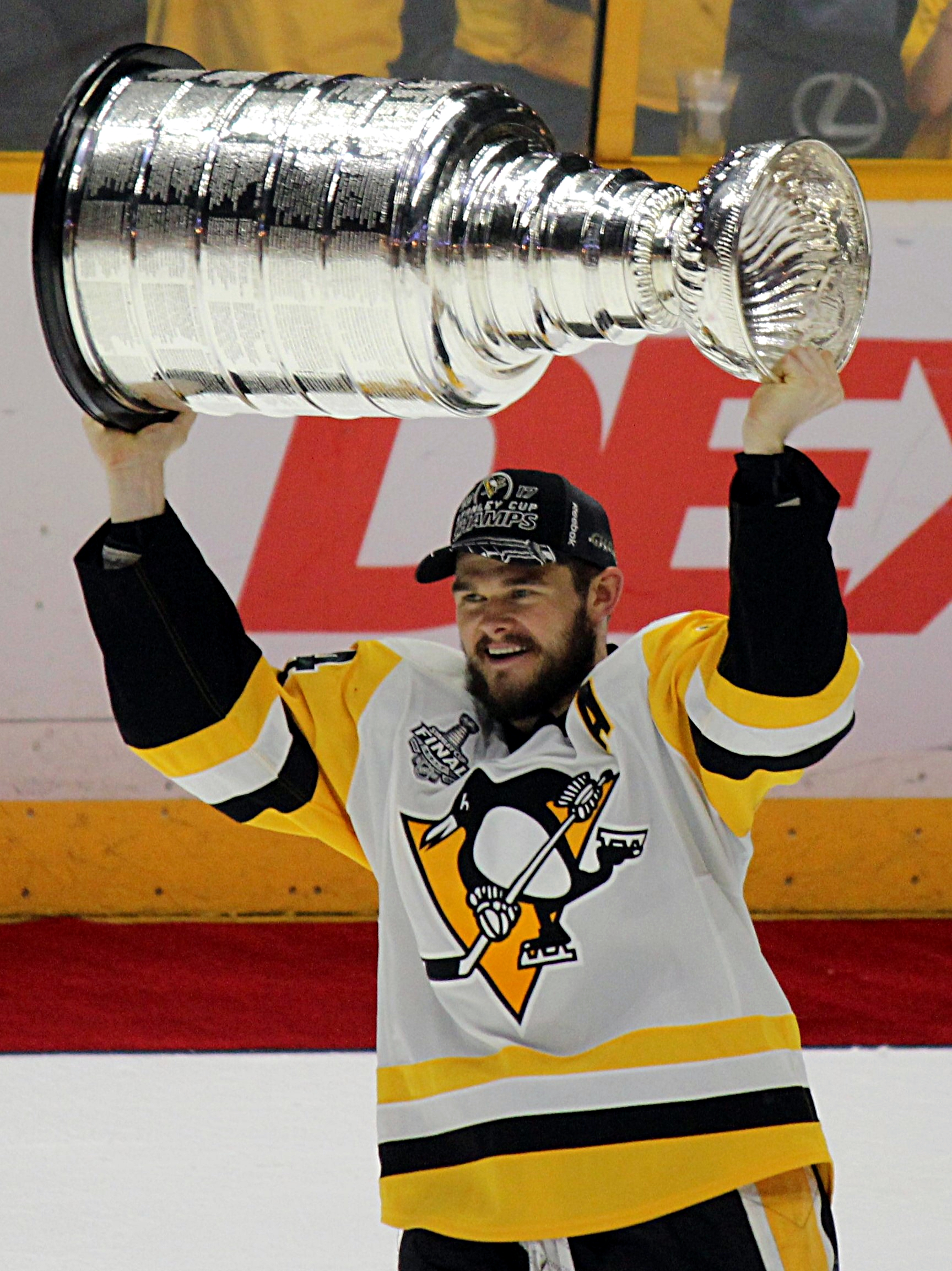
Kunitz im Trikot der Penguins mit dem Stanley Cup (2017)

Der 1,83 m große Stürmer spielte für das Team Ferris State University im Spielbetrieb der National Collegiate Athletic Association, bevor er am 1. April 2003 von den Mighty Ducks of Anaheim als Free Agent verpflichtet wurde.
In seiner ersten Saison stand er, neben seinen Einsätzen beim AHL-Farmteam Cincinnati Mighty Ducks, in 21 Saisonspielen in Anaheim auf dem Eis und erzielte dabei sechs Assists. Die Lockout-Saison 2004/05 verbrachte er ausschließlich bei den Cincinnati Mighty Ducks, zu Beginn der folgenden Spielzeit absolvierte der Linksschütze zwei Spiele für Atlanta Thrashers, kehrte aber nach Anaheim zurück. In der Saison 2006/07 gewann Kunitz mit den Ducks den Stanley Cup. Am 26. Februar 2009 wurde Kunitz gemeinsam mit Eric Tangradi für den Verteidiger Ryan Whitney zu den Pittsburgh Penguins transferiert. Im selben Jahr gewann er mit seinem neuen Team den Stanley Cup. Im Finale setzten sich die Penguins mit 4:3-Siegen gegen die Detroit Red Wings durch. Kunitz gelangen in den Playoffs dabei 14 Scorerpunkte. Den Gewinn des Stanley Cups konnte er mit den Penguins in den Saisons 2015/16 sowie 2016/17 wiederholen und wurde zu diesem Zeitpunkt zum einzigen aktiven NHL-Spieler mit vier Titeln.
Dennoch trennten sich nach acht erfolgreichen Spielzeiten die Wege des Stürmers und der Penguins, als er im Juli 2017 als Free Agent zu den Tampa Bay Lightning wechselte. Im Juli 2018 unterzeichnete Kunitz einen Einjahresvertrag bei den Chicago Blackhawks, in deren Trikot er im Verlauf der Spielzeit 2018/19 sein 1000. Spiel der regulären Saison in der NHL absolvierte. Ende Juli 2019 gab Kunitz nach 1200 absolvierten NHL-Partien im Alter von 39 Jahren das Ende seiner Karriere als Aktiver bekannt.

### International
Kunitz vertrat sein Heimatland bei der Weltmeisterschaft 2008. Im Turnierverlauf steuerte der Flügelstürmer zwei Tore und fünf Assists zum Silbermedaillengewinn der kanadischen Auswahl bei. Im Finalspiel gegen Russland erzielte er den Treffer zum 2:1 für Kanada, die Russen gewannen die Begegnung jedoch in der Overtime. 2014 wurde er mit der kanadischen Nationalmannschaft Olympiasieger.

## Erfolge und Auszeichnungen
| - 2002 CCHA First All-Star Team - 2003 CCHA First All-Star Team - 2003 CCHA Player of the Year - 2003 NCAA West First All-American Team - 2004 Teilnahme am AHL All-Star Classic | - 2007 Stanley-Cup-Gewinn mit den Anaheim Ducks - 2009 Stanley-Cup-Gewinn mit den Pittsburgh Penguins - 2013 NHL First All-Star Team - 2016 Stanley-Cup-Gewinn mit den Pittsburgh Penguins - 2017 Stanley-Cup-Gewinn mit den Pittsburgh Penguins |

### International
- 2008 Silbermedaille bei der Weltmeisterschaft
- 2014 Goldmedaille bei den Olympischen Winterspielen

## Karrierestatistik

### International
Vertrat Kanada bei:
- Weltmeisterschaft 2008
- Olympischen Winterspielen 2014

(Legende zur Spielerstatistik: Sp oder GP = absolvierte Spiele; T oder G = erzielte Tore; V oder A = erzielte Assists; Pkt oder Pts = erzielte Scorerpunkte; SM oder PIM = erhaltene Strafminuten; +/− = Plus/Minus-Bilanz; PP = erzielte Überzahltore; SH = erzielte Unterzahltore; GW = erzielte Siegtore; 1 Play-downs/Relegation; Kursiv: Statistik nicht vollständig)